# Chandos
Chandos, llamado Chandos le héraut en francés o Chandos Herald en inglés, fue un poeta en lengua anglo-normanda, activo entre 1350 y 1380.
Chandos recibió el sobrenombre de heraldo porque era heraldo del capitán inglés John Chandos en 1363. Tal vez originario del condado de Henao, habría llegado a Inglaterra tras el matrimonio de Felipa de Henao con Eduardo III. En 1370, está al servicio del rey. 
Redactó hacia 1385 una crónica en verso que es un panegírico de la vida del Príncipe Negro.

## Obra
- La vida del Príncipe Negro